# とうかつ中央農業協同組合
とうかつ中央農業協同組合（とうかつちゅうおうのうぎょうきょうどうくみあい、略称JAとうかつ中央、とうかつ中央農協）は、千葉県松戸市に本所を置く農業協同組合。

## 概要
2008年7月1日に、松戸市・流山市・千葉小金の3農協が合併して発足した。旧千葉小金農協は松戸市のうち旧小金町の区域を事業エリアとし、また旧松戸市農協は2001年4月、鎌ケ谷市農協を吸収合併していたため、事業エリアは松戸市・流山市・鎌ケ谷市の3市である。
東京のベッドタウンエリアを管轄とする都市型金融農協であると同時に、管内の広範に梨の主産地を含み、ねぎやだいこん、小松菜などの園芸農業（近郊農業）、が盛んである。とりわけ松戸市矢切地区のねぎは「矢切ねぎ」としてブランド化され、高い評価を得ている。梨やイチゴ、ブドウなどに関しては市場出荷と観光農業の双方が盛んである。
「まつどの梨」、「かまがやの梨」、「矢切ねぎ」を地域団体商標登録し、同組合が管理している。
管内には「二十世紀梨」の誕生の地があり、記念碑も立てられている。二十世紀梨は松戸市やその周辺ではその後ほとんど栽培がみられなくなったが、1999年（平成7年）に100年前（1904年）に松戸から鳥取に渡った親樹から枝が里帰りし、数戸の農家で接ぎ木され育てられている。

## 沿革
（出典;公式ウェブサイトより）

### 合併以前
- 1948年（昭和23年）3月 - 松戸市農業会を継承し、松戸市農業協同組合が設立。
  - 同年4月 - 鎌ヶ谷市農業協同組合 設立。小金町農業協同組合 設立。流山市内に流山、八木、新川農業協同組合 設立。
- 1997年（平成9年）7月 - 流山、八木、新川農業協同組合が合併し、流山市農業協同組合が設立。
- 2001年（平成13年）4月 - 鎌ヶ谷市農業協同組合と合併した新生 松戸市農業協同組合が誕生。

### 合併以降
- 2008年（平成20年）7月 - 松戸市・流山市・千葉小金の3農協が合併し、とうかつ中央農業協同組合が発足。
- 2012年（平成24年）11月 - 五香・六実支店を統合して五香六実支店開設。
- 2020年（令和2年）4月 - 松飛台支店を五香六実支店に統合。
  - 同年11月 - 六和支店・古ヶ崎支店を統合して松戸西支店を開設。
- 2021年（令和3年）5月 - 稔台支店を常盤平支店に統合。
- 2023年（令和5年）10月 - 常盤平支店敷地内に組合初のファーマーズマーケット「さいてって」を開業。

## 店舗
| 店舗番号 | 店舗名                               | 住所                                        | 備考                                                                      |
| -------- | ------------------------------------ | ------------------------------------------- | ------------------------------------------------------------------------- |
| 001      | 本店                                 | 〒271-0064 千葉県松戸市上本郷2243-1         | （旧：JA松戸市 本店）                                                     |
| 002      | 常盤平支店                           | 〒270-2251 千葉県松戸市金ヶ作96-1           | （旧：JA松戸市 常盤平支店を継承、2021年に稔台支店と統合して現在地に移転） |
|          | ファーマーズマーケット「さいてって」 | 〒270-2251 千葉県松戸市金ヶ作96-1           |                                                                           |
| 003      | 松戸南支店                           | 〒270-2221 千葉県松戸市和名ヶ谷1428-1       | （旧：JA松戸市 松戸南支店）                                               |
| 005      | 五香六実支店                         | 〒270-2204 千葉県松戸市六実1丁目16-3        | 2012年に五香支店と六実支店を統合、2020年に松飛台支店を統合                |
| 009      | 松戸西支店                           | 〒271-0043 千葉県松戸市旭町1-118-1          | 2020年に六和支店と古ヶ崎支店を統合                                        |
| 010      | 中央支店                             | 〒271-0064 千葉県松戸市上本郷2243-1         | （旧：JA松戸市 中央支店）・本店と同一所在地（ブランチインブランチ）       |
| 011      | 馬橋支店                             | 〒271-0051 千葉県松戸市馬橋1939-1           | （旧：JA松戸市 馬橋支店）                                                 |
|          | 経済センター                         | 〒271-0051 千葉県松戸市馬橋1939-1           | （旧：JA松戸市 経済センター）                                             |
| 013      | 鎌ヶ谷支店                           | 〒273-0121 千葉県鎌ケ谷市初富362-2          | （旧：JA松戸市 鎌ヶ谷支店）                                               |
| 014      | 小金支店                             | 〒260-0026 千葉県松戸市小金きよしケ丘1-7-3  | （旧：JA千葉小金 本店）                                                   |
| 015      | 南流山支店                           | 〒270-0163 千葉県流山市南流山4丁目3-8       | （旧：JA流山市 南流山支店）                                               |
| 016      | 流山支店                             | 〒270-0157 千葉県流山市平和台3丁目5-1       | （旧：JA流山市 流山支店）                                                 |
| 017      | 八木支店                             | 〒270-0135流山市野々下1-307                 | （旧：JA流山市 本店・中央支店）                                           |
|          | 流山経済センター                     | 〒271-0051千葉県流山市野々下1-304           | 八木支店に隣接                                                            |
| 018      | 十太夫支店                           | 〒270-0133 千葉県流山市おおたかの森北3-30-4 | （旧：JA流山市 十太夫支店）                                               |
| 019      | 新川支店                             | 〒270-0166 千葉県流山市中野久木439          | （旧：JA流山市 新川支店）                                                 |
| 020      | 運河支店                             | 〒270-0107千葉県流山市西深井597-1           |                                                                           |

### 旧店舗所在地
- 常盤平支店（旧：JA松戸市 常盤平支店）　〒270-2261千葉県松戸市常盤平3丁目1-3
稔台支店を統合して現在地に移転
- 六和支店（旧：JA松戸市 六和支店）　〒271-0045千葉県松戸市西馬橋3丁目54-16
古ヶ崎支店と統合して松戸西支店に
- 稔台支店（旧：JA松戸市 稔台支店）　〒270-2231千葉県松戸市稔台7丁目1-3
常盤平支店と統合
- 古ヶ崎支店（旧：JA松戸市 古ヶ崎支店）　〒271-0068千葉県松戸市古ヶ崎4丁目3489-1
六和支店と統合して松戸西支店に